# Taeniotes chapini
Taeniotes chapini är en skalbaggsart som beskrevs av Dillon 1941. Taeniotes chapini ingår i släktet Taeniotes och familjen långhorningar. Inga underarter finns listade i Catalogue of Life.